# 大分県道639号神原玉来線
大分県道639号神原玉来線（おおいたけんどう639ごう かんばらたまらいせん）は、大分県竹田市を通る一般県道である。

## 概要
国道57号と交差する大字玉来の玉来交差点から門田の入田交差点までの区間（約2.2km）は、竹田市祖峰地区や宮崎県西臼杵郡高千穂町や五ヶ瀬町などへ通じる大分県道・熊本県道・宮崎県道8号竹田五ヶ瀬線の連絡道路の役目をしており、交通量が多く宮崎県方面の自動車が多く見られ、全線2車線で歩道も完備されている。大字吉田では豊肥本線と交差し大野川を渡る。2008年（平成20年）9月には幅員1.3車線で見通しが悪く大型車との離合が困難だった中尾トンネルの通行困難を解消するため、名水の里 入田トンネルが開通した。
県道8号竹田五ヶ瀬線との入田交差点以南の区間（10.6km）は一変して交通量が大幅に減少し、道路状況も悪くなる。大字神原や豊後大野市緒方町南部までの生活道路へと変貌する。沿線には神原渓谷や祖母山麓体験交流施設あ祖母学舎や神原キャンプ場がある。起点は祖母山の山腹であり大規模林道宇目小国林道にそのまま接続する。

### 路線データ
- 起点：大分県竹田市大字神原
- 終点：大分県竹田市大字竹田（玉来交差点、国道57号・熊本県道・大分県道135号高森竹田線交点）
- 延長：12.8km

## 路線状況

### 重複区間
- 大分県道・熊本県道・宮崎県道8号竹田五ヶ瀬線（竹田市大字門田）

### 道路施設

#### 橋梁
- 神原大橋

#### トンネル
- 名水の里 入田トンネル：延長163 m、2008年（平成20年）竣工、竹田市

## 地理

### 通過する自治体
- 竹田市

### 交差する道路
| 交差する道路                                             | 交差する場所 | 交差する場所   |
| -------------------------------------------------------- | ------------ | -------------- |
| 宇目小国林道                                             | 大字神原     |                |
| 大分県道・熊本県道・宮崎県道8号竹田五ヶ瀬線 重複区間起点 | 大字門田     |                |
| 大分県道・熊本県道・宮崎県道8号竹田五ヶ瀬線 重複区間終点 | 大字門田     |                |
| 熊本県道・大分県道135号高森竹田線                        | 大字玉来     | 玉来旧道交差点 |
| 国道57号                                                 | 大字玉来     | 玉来交差点     |

### 交差する鉄道
- 豊肥本線

### 沿線
- 竹田湧水群
- 大野川
- 緒方川
- 竹田市役所 祖峰連絡所
- JR九州豊肥本線 玉来駅
- 神の里交流センター 緒環
- 祖母山麓体験交流施設 あ祖母学舎
- 神原キャンプ場
- 神原渓谷
- 姥岳郵便局
- 入田郵便局
- 竹田市立南部小学校
- 竹田市立祖峰小学校
- 竹田市立祖峰幼稚園